# Stanisław Urban
Stanisław Urban, poljski veslač, * 13. september 1907, Varšava, † april 1940, Katinski gozd.
Za Poljsko je Urban nastopil na dveh Olimpijadah; leta 1928 v Amsterdamu ter leta 1932 v Los Angelesu. Na igrah 1928 je bil poljski čoln četrti, leta 1932 pa je četverec s krmarjem, v katerem je Urban veslal, osvojil bronasto medaljo.
Stanisław Urban je bil aprila 1940 usmrčen v pokolu v Katinskem gozdu s strani sovjetske Rdeče armade.